# 鸽之翼
《鸽之翼》（英語：The Wings of the Dove）是一套1997年的英美合製劇情片，由伊恩·索夫特雷執導，萊納斯·洛區及海伦娜·博纳姆·卡特主演。電影內容改編自英國作家亨利·詹姆斯1902年的同名小說，劇本由霍森·阿米尼執筆，描述在20世紀初一男二女在歐洲展開的三角戀愛。

## 剧情大概
凯特在母亲死后，与富有的阿姨茉一起生活。茉希望凯特能够按照她的安排嫁给一个贵族或者富翁，而凯特正与一个记者默顿相恋，茉威胁凯特以阻止她与默顿见面。凯特的父亲是个穷困潦倒的瘾君子，他劝前来找他倾诉心事的凯特回去茉为她提供的生活：上流社会的名声以及财富，并指出爱情离不开金钱，就像他与凯特的母亲。
这时一个年轻的美国女人米莉出现在伦敦的社交场上，她继承了父母一大笔遗产，那些徒有其表的贵族们都暗暗的打她的主意，在一次聚会中，凯特与米莉成了朋友。一位正在追求凯特的贵族，马克爵士向凯特透露说米莉得了不治之症快要死了，他将设法与米莉结婚，但他爱的是凯特，并保证一等米莉死后就会娶凯特。在另一个聚会上，米莉见到了默顿，她问身边的凯特是否认识默顿，凯特只说他是她家裡的一个老朋友。
米莉邀请凯特同游威尼斯，这期间凯特惊讶的发现米莉爱上了默顿，并且的确患有不治的绝症。凯特写信请默顿来威尼斯，三个人怀着不同的心情玩了几天，凯特为米莉和默顿单独相处创造机会，默顿对于凯特的安排感到不悦，他问她他来是否因为米莉，凯特迟疑的抬头，回答：为了她，也为了我们。在一次游玩途中米莉病发，默顿十分惊慌，凯特说出了实情，米莉就要死了。默顿不理解为何米莉平时装得若无其事，凯特表示米莉来威尼斯是为了生活而不是赢得同情。另一方面，虽然米莉身患重病，但她对于生活有着无限的幻想，对爱情则抱有莫大的热情。一个化妆舞会的夜晚，嫉妒、猜疑、犹豫啃呲着三个年轻人的心灵，终于第二天清晨凯特独自离开威尼斯回到伦敦。
在威尼斯，默顿仍然是犹豫的，在他的面前，米莉燃烧着生命，然而他并不明白那种火焰的短暂。在伦敦，凯特忍受着寂寞，因为寂寞而生出了猜忌，巨大的痛苦毁坏了这可怜女人的精神。凯特来到马克爵士处，向他道出了实情。马克即刻赴威尼斯，他对米莉说，凯特与默顿从一开始就在一起，他们欺骗了她。
当默顿再次去看米莉的时候，她躺在一张长椅中，苍白的脸孔竟至要消失在空气里，他不知所措了，他想对她否认，想要解释，她伸手按在他的嘴唇上，说：我们已经超越了那个。这时她微笑了，那微笑也是痛苦，并颤声说：我爱你，你们两个。他哭了，象孩子般大声的哭，她轻柔的抱住他，留着眼泪。
葬礼是安静的，似乎要隐秘住死亡本身，默顿目送着黑色的船，暗自祈求有一双洁白如鸽之翼，将他的罪带走，只有那个时候，他的心才能够真正的平静下来。
一个雨夜，凯特来到默顿位于伦敦搜霍区的小公寓中，他拿出一封信给凯特，那是米莉的律师寄来的，他说：你的奖赏。凯特看了看手中的信，没有打开，随手将信扔进一边的火炉中。他可能并不想作出伤害，但他说了一些，她沉默着，走进卧室，退下衣物，赤裸的面对他。他走近，坐在她身边，说：我会娶你，不要米莉的财产。凯特答应了。两个人作爱。她在他的怀中，要他发誓，永远不爱上对米莉的回忆。这个时刻回忆全部回来，他睁着空洞的双眼，说：对不起。
一条小船靠在威尼斯的一处港口，默顿提着两件行李，沿着那条小径，离开。

## 主要角色
- 海伦娜·博纳姆·卡特 饰 凯特·克罗伊
- 萊納斯·洛區（Linus Roache） 饰 默顿·登谢
- 艾莉森·伊里亚德（Alison Elliott） 饰 米莉·希勒
- 夏洛特·瑞普林（Charlotte Rampling） 饰 阿姨茉
- 米高·甘邦 飾 Lionel Croy

## 小說
把好的小说搬上银幕在电影史上屡见不鲜，改编时通常会采用两种方式。其一，原汁原味的将文字诠释成画面，最大程度的保留人物性格、叙述性以及对话，但要平面的文字完整的转换成运动的画面自然有困难，除非文字材料十分简短。其二，选择自由的改编，允许浓缩、变化以及一定程度的“现代化”，但这种做法在尺度上很难把握，而且观众是否能够接受也很难控制。显然《慾望之翼》的导演索夫特雷和剧本作家阿米尼采用了后一种方式，他们保留了故事的主体情节以及小说的基本主题，但改变了詹姆斯小说中的某些外貌以适合电影来表现。
詹姆斯用了6年时间完成小说，他主要的目的是想戏剧性的表现十九世纪没落的道德、传统与二十世纪新的“现代方式”之间的抵触，而正是这一抵触为三位主人公之间复杂关系的发生提供了背景。故事没有所谓的英雄或恶棍，善恶划分的标准模棱两可，小说的作者以一种超然的美学观念凌驾于作品之外，影片的导演则通过镜头来旁观。凯特的确设计了一个阴谋，但是她心里上的矛盾挣扎所留下的伤害又令她看起来象是自己行为的受害者；默顿可以说是凯特的同谋，他不顾一切的期望得到凯特，但是促使他参与凯特计划的并非他的欲望，而是他的软弱性格；米莉似乎是其中唯一值得同情的牺牲品，可在她脆弱的身体上体现出一种强烈的精神活力，朋友的背叛并没有打倒她，甚至帮助了她以最短的时间获得爱情。在这三个人物中，导演对凯特作了较多的改变，小说中的凯特是一个近乎冷酷、精于计谋的女子，而影片中，导演将她的无助与无奈充分的表现出来，可以说是对其人性的补完。另外，考虑到1910年时期的服装十分华丽，适宜于电影中所营造的气氛，固影片将小说中的年代1900年提后了十年。
这部影片之所以成功除了其构筑于詹姆斯杰出的小说之外还有两大因素，它的演员和它的画面。几位主要演员的脸部表情与肢体语言极为丰富，其中尤其是海伦娜，她可以说是演出出整部影片的基调——敏感的、不愉快的。至于影片的画面在任何方面都几乎达到“完美”，为了配合影片中二十世纪初英国社会虚浮的氛围，导演采用了一种坚硬的关注式的拍摄角度，其构成、色彩以及切割体现出索夫特雷所特有的不露痕迹的细腻与生动，使人过目不忘。

## 外部連結
- 官方网站
- 互联网电影数据库（IMDb）上《The Wings of the Dove》的资料（英文）
- Box Office Mojo上《The Wings of the Dove》的資料（英文）
- 爛番茄上《The Wings of the Dove》的資料（英文）
- Metacritic上《The Wings of the Dove》的資料（英文）